# Kristen Bell
Kristen Anne Bell (Detroit, Michigan, 18 de juliol de 1980), és una actriu estatunidenca. Ha protagonitzat la sèrie Veronica Mars (2004) interpretant la protagonista. En televisió també ha interpretat personatges protagonistes en les produccions House of Lies (2012) i The Good Place (2016). En cinema, ha participat en Passo de tu (2008) o posant la veu a la princesa Anna a Frozen: El regne del gel (2013).

## Biografia

### Primers passos
Bell va néixer en una família d'origen polonès i va criar-se en un suburbi de Huntington Woods (Michigan). Va anar a la seva primera audició als 11 anys i va guanyar el doble paper d'una banana i un arbre en un teatre dels suburbis de Detroit produït per Raggedy Ann i Andy. Va anar a l'escola catòlica Royal Oak Shrine prop del Royal Oak, on va participar com a protagonista a la producció escolar el 1997 de El màgic d'Oz interpretant a Dorothy Gale. També va aparèixer a Fiddler on the Roof (1995), Lady Be Good (1996), i Li'l Abner (1998). El 1998, l'any de la seva graduació, va aparèixer en Noces Poloneses, una pel·lícula que era filmada localment. Ella va ser nomenada la "noia més bufona" de l'anuari en una votació de l'últim any.

### Carrera
Bell va acudir a la Universitat de Nova York el 2001 quan la va abandonar per a protagonitzar el paper protagonista de Becky Thatcher en el cancel·lat musical en el teatre de Broadway Les aventures de Tom Sawyer. Aquest mateix any va fer el seu debut oficial en el film Pootie Tang, encara que la seva aparició en aquesta pel·lícula existeix solament en la seqüència de crèdits. En el 2002, va aparèixer en el ressorgiment de Broadway de The Crucible.
Bell llavors va aparèixer en diversos shows televisius com convidada especial abans d'obtenir un paper protagonista a la pel·lícula de Hallmark The King and Queen of Moonlight Bay el 2003. Un any després, va aparèixer a la pel·lícula per a televisió Gracie's Choice.
En el 2004, Bell va fer el seu gran debut en la pantalla gran, apareixent a Spartan de David Mamet com Laura Newton, la filla segrestada del president, actuant al costat de Val Kilmer. Després d'això, la carrera de Bell va continuar progressant quan va guanyar el rol del títol del drama de UPN Veronica Mars, que va ser començar a emetre's a la tardor de 2004. La sèrie va acollir bones ressenyes per part dels crítics televisius, sobre l'actuació de Bell, a qui alguns crítics mencionen com a mereixedora d'una nominació al premi Emmy. La sèrie ha acabat recentment, ja que sembla que no hi haurà una quarta temporada a la cadena The CW. Bell també va protagonitzar el drama de HBO Deadwood en dos episodis.
Bell va aparèixer com Gracie a Fifty Pills, a l'abril de 2006, i fins ara ha estat protagonitzant Veronica Mars. També ha filmat Fanboys, llançada el 2006. Viu a Los Angeles i va fer moltes aparicions en populars shows nocturns televisius. Una versió cinematogràfica del seu musical fora de Broadway Reefer Madness va debutar en el canal Showtime a l'abril de 2005, amb Bell representant el paper que havia interpretat en el musical. Va aparèixer en el curt independent anomenat The Receipt. També va tenir papers en films com Roman i Pulse, ambdós a estrenar-se el 2006; l'últim és el remake americà del film de terror japonès Kairo.
El seu primer paper important va ser el personatge principal de la sèrie de televisió dramàtica negra per a adolescents Veronica Mars entre 2004 i 2007, rebent elogis de la crítica i guanyant el Premi Saturn el 2006 a la millor actriu de televisió per la seva actuació. Va repetir el paper homònim a la pel·lícula del 2014 i al revival del 2019. Mentre interpretava Veronica Mars, Bell va interpretar Mary Lane a la pel·lícula musical Reefer Madness: The Movie Musical (2005), una repetició del paper que havia interpretat al musical de Nova York del mateix nom.
Bell va interpretar a Elle Bishop a la sèrie dramàtica de superherois Herois del 2007 al 2008. Va donar la veu a la narradora titular de la sèrie dramàtica per a adolescents Gossip Girl, repetint el paper a la seqüela del 2021. Bell també va interpretar a Jeannie van der Hooven, la protagonista femenina de la sèrie de comèdia de Showtime House of Lies. Va protagonitzar entre 2016 i 2020 el paper principal d'Eleanor Shellstrop a la sèrie de comèdia de la NBC The Good Place, aclamada per la crítica, rebent una nominació al Globus d'Or pel seu paper en 2018. A més, Bell va interpretar el paper principal a la sèrie de streaming The Woman in the House Across the Street de la Girl in the Window.

## Vida personal
Bell, és vegetariana, va ser nomenada per la revista Jane als Estats Units com una de les "onze persones que més voldries veure nues." Ella va posar per al número de Juliol de 2005. També va ser nomenada per la revista Maxim #68 de la llista de "Més calentes del 2005" i va ser noia Maxim al març del 2006 i va pujar fins al #11 a Maxim el 2006.
El 2007, Bell va posar fi a una relació de cinc anys amb l'antic promès Kevin Mann i va començar a sortir amb l'actor Dax Shepard amb qui va anunciar el seu compromís el 2010 endarrerint el matrimoni fins que l'estat de Califòrnia aprovés una legislació que legalitzi el matrimoni entre persones del mateix sexe, i quan la secció 3 de la Llei de defensa del matrimoni fou declarada inconstitucional per la Cort Suprema el 26 de juny de 2013, Bell va demanar a Shepard que es casés amb ella a través de Twitter, que va accepta, casant-se a l'oficina del secretari del comtat de Beverly Hills el 16 d'octubre de 2013. Tenen dues filles nascudes el 2013 i el 2014.

## Filmografia
| Any  | Pel·lícula                                                           | Paper                       |
| ---- | -------------------------------------------------------------------- | --------------------------- |
| 1998 | Polish Wedding                                                       | Teenage Girl                |
| 2001 | Pootie Tang                                                          | Record Executive's Daughter |
| 2002 | Neko no ongaeshi                                                     | Hiromi                      |
| 2003 | The King and Queen of Moonlight Bay                                  | Alison                      |
| 2004 | Veronica Mars (sèrie TV)                                             | Veronica Mars               |
| 2004 | Spartan                                                              | Laura Newton                |
| 2004 | Gracie's Choice                                                      | Gracie Thompson             |
| 2005 | Punk'd                                                               | Herself                     |
| 2005 | Fifty Pills                                                          | Gracie                      |
| 2005 | The Receipt                                                          | Pretty Girl                 |
| 2005 | Deepwater                                                            | Infermera Laurie            |
| 2005 | Reefer Madness                                                       | Mary Lane                   |
| 2006 | Pulse                                                                | Mattie Webber               |
| 2006 | Roman                                                                | The Girl                    |
| 2007 | Herois (sèrie TV)                                                    | Elle Bishop                 |
| 2007 | Fanboys                                                              | Zoe                         |
| 2008 | Passo de tu (Forgetting Sarah Marshall)                              | Sarah Marshall              |
| 2009 | Couples Retreat                                                      | Cynthia                     |
| 2012 | Big Miracle                                                          | Jill Jerard                 |
| 2013 | Frozen                                                               | Anna                        |
| 2014 | Veronica Mars                                                        |                             |
| 2015 | Frozen Fever                                                         |                             |
| 2016 | The Boss                                                             |                             |
| 2016 | Bad Moms                                                             |                             |
| 2016 | The Good Place (sèrie TV)                                            |                             |
| 2017 | A Bad Moms Christmas                                                 |                             |
| 2017 | Olaf's Frozen Adventure                                              |                             |
| 2018 | En Ralph destrueix internet                                          |                             |
| 2018 | Teen Titans Go! To the Movies                                        |                             |
| 2018 | Like Father                                                          |                             |
| 2019 | Frozen II                                                            |                             |
| 2021 | Queenpins                                                            |                             |
| 2022 | The Woman in the House Across the Street from the Girl in the Window |                             |
| 2022 | The People We Hate at the Wedding                                    |                             |
| 2023 | Paw Patrol: The Mighty Movie                                         |                             |